# Karl Staudt (Maler)
Karl Staudt, auch Carl Staudt (* 28. Januar 1884 in Elberfeld; † 4. Oktober 1930 in Toledo, Spanien), war ein deutscher Landschafts- und Porträtmaler.

## Leben
Staudt war Schüler der Handwerker- und Kunstgewerbeschule Elberfeld, unter anderem bei Max Bernuth, sowie Student an der Kunstakademie Berlin. Auf Einladung Eduard Arnholds erfuhr er eine Weiterbildung in der Villa Massimo in Rom. Nach dem Ersten Weltkrieg lebte er eine Weile in Wasserburg am Inn, dann in München. In Toledo erkrankte er an einer Infektion und starb dort Anfang Oktober 1930.